# 융깅겐

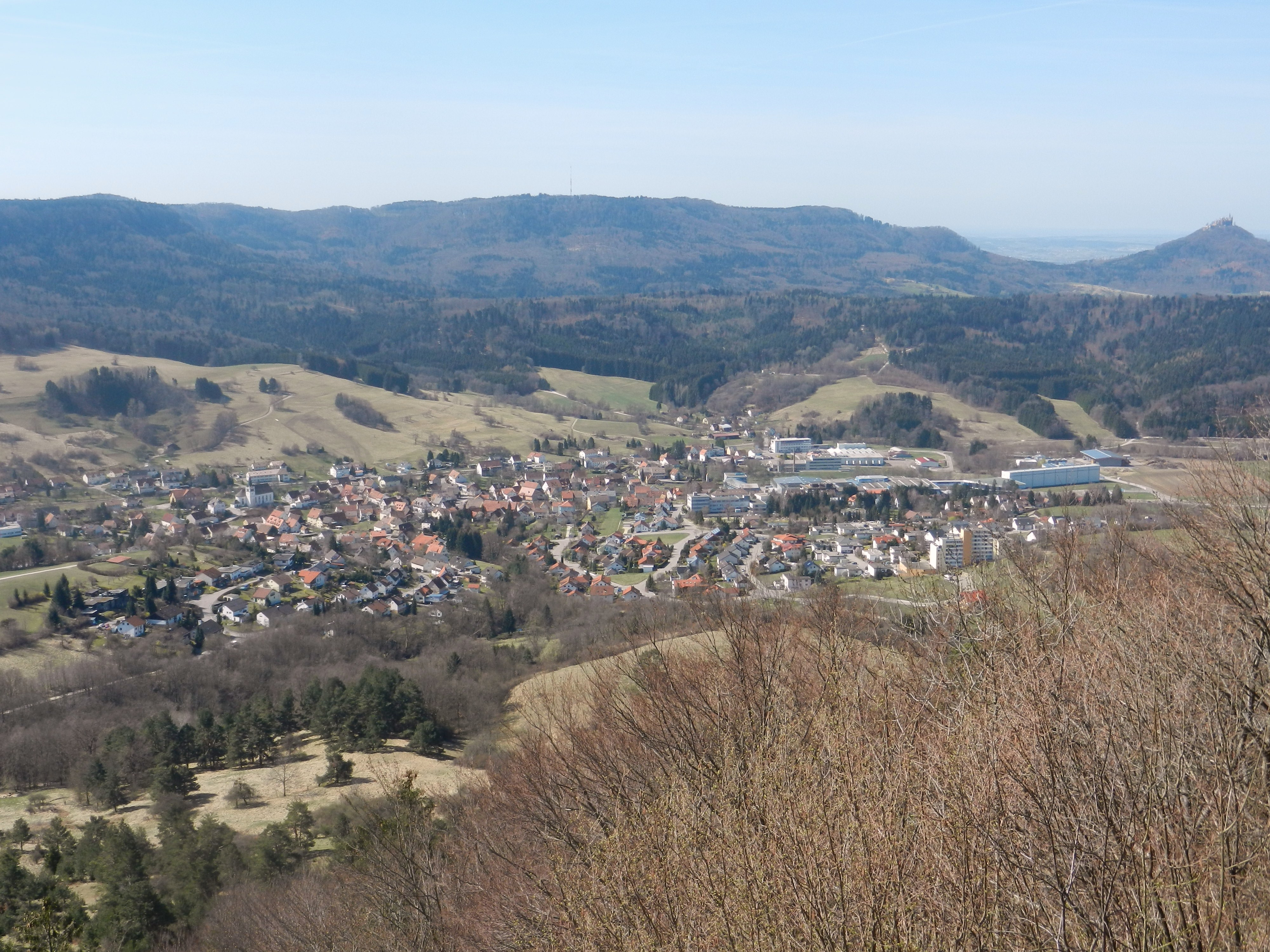

융깅겐(독일어: Jungingen)은 독일연방공화국 바덴뷔르템베르크주 촐러날프군에 소재한 마을이다. 헤힝겐읍 동쪽으로 5 킬로미터 떨어져 있으며, 근교에 호엔촐레른성이 있다. 중세에는 호엔촐레른가의 후국인 호엔촐레른헤힝겐 후국에 속했으며, 그들을 섬기는 슈바벤인 백작들이 봉읍으로 삼았다.
융깅겐은 4세기경 알레만니 게르만족이 세웠으며, 지도자 융고(Jungo)의 이름이 붙었다. 문헌에 최초로 등장하는 것은 1075년이다. 뷔르글레(Bürgle)라는 언덕 위에 이 마을을 다스리는 성관이 존재했다. 1278년 성관이 구호기사단으로 넘어갔고, 1300년경 뷔르템베르크 공작에게 다시 넘어갔다. 그러다 1311년 로이틀링겐군에 의해 성관은 파괴되고 마을은 불탔다.
융깅겐 출신으로 가장 저명한 인물은 독일기사단 총장을 역임한 콘라트 폰 융깅겐과 울리히 폰 융깅겐 형제다.